# Pyrausta testalis
Pyrausta testalis là một loài bướm đêm trong họ Crambidae.